# Krumpa
Krumpa is een plaats in de Duitse deelstaat Saksen-Anhalt. Sinds 1 januari 2007 is Krumpa een Ortsteil van de stad Braunsbedra in de Landkreis Saalekreis.
Krumpa telt 1.164 inwoners.